# Armand Lohikoski

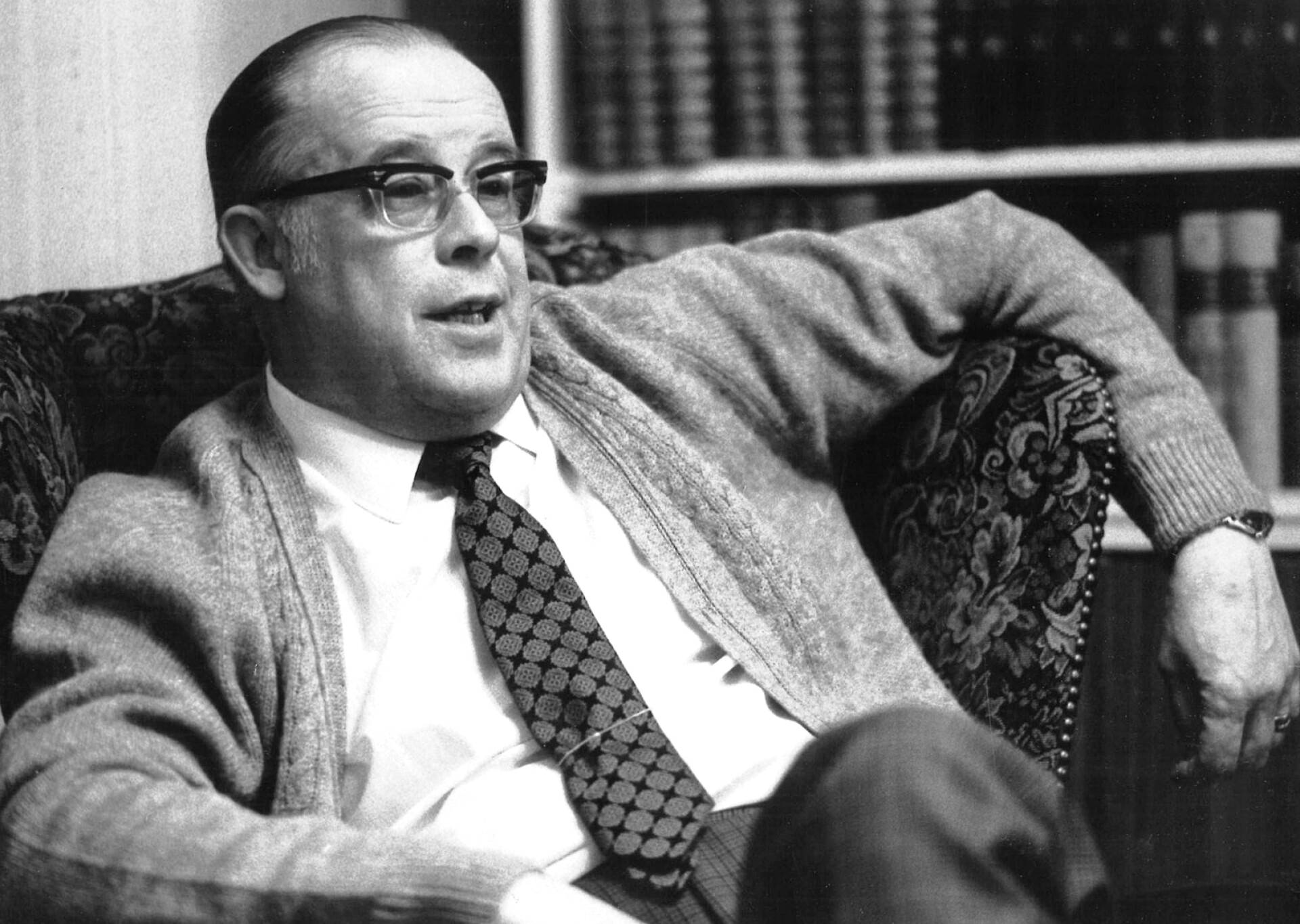
Armand Lohikoski i början av 1970-talet.

Armand Uolevi Lohikoski, född Pernu 3 januari 1912 i Astoria, Oregon i USA, död 20 mars 2005 i Helsingfors, var en finländsk filmregissör, manusförfattare och publicist. Han är mest känd för att ha stått för manus och regi för en hel rad Kalle Träskalle-filmer. Han var chef för Metro-Goldwyn-Mayers Finlandskontor, producerade Finlands första radiofrågesport och var den förste som gav ut gratis dagstidningar i Finland.